# 24997 Petergabriel
24997 Petergabriel este o planetă minoră (asteroid) din centura de asteroizi. A fost descoperită pe 23 iulie 1998 la observatoire de la Côte d'Azur⁠(d) de OCA-DLR Asteroid Survey⁠(d) și a fost numită după Peter Gabriel. 
Obiectul prezintă o orbită caracterizată de o semiaxă mare de 2,3761751 UAi, o excentricitate de 0,128577, o înclinație de 2,9221 ° în raport cu ecliptica.